# Antonio Medina Ortíz
Antonio Medina Ortiz (Andahuaylas, 31 de octubre de 1964) es un profesor y político peruano. Ha sido congresista de la República en el período 2011-2016.

## Biografía
Nació en la ciudad de Andahuaylas, el 31 de octubre de 1964.
En el año 1988 obtuvo el título de bachiller en historia por la Facultad de Ciencias Sociales de la Universidad de San Antonio Abad del Cusco. Ha sido docente universitario en la Universidad Tecnológica de los Andes entre 2000 y 2001.

## Labor política
Entre 2001 y 2006, se desempeñó como asesor parlamentario del entonces congresista Michael Martínez Gonzales.
En 2006 participó en la fundación del Movimiento Popular Kallpa, por el que fue candidato a la alcaldía provincial de Andahuaylas en las elecciones municipales y regionales de ese mismo año, no resultando electo. Fue personero legal de dicho partido hasta el 2010.

### Congresista
En las elecciones generales del 2011, postuló al Congreso de la República por el partido Fuerza 2011 de Keiko Fujimori. Logró ser elegido con 6.972 votos para el período parlamentario 2011-2016.
En el congreso fue presidente de la Comisión de Pueblos Andinos en 2011 y vicepresidente de la Comisión de Descentralización.
Al culminar su gestión intentó ser reelegido en las elecciones del 2016, sin embargo, no resultó reelegido y de igual manera en las elecciones del 2021.